# Travniška kadulja
Travniška kadulja (znanstveno ime Salvia pratensis) je zelnata trajnica in je v Sloveniji zelo pogosta, splošno razširjena vrsta kadulj, katere listi in cvetovi imajo zdravilne lastnosti. Uspeva do 1600 metrov nadmorske višine.

## Opis
Travniška kadulja doseže 30–60 cm v višino in ima krepko štirirobo steblo, ki je v cvetni regiji razvejano. Po steblu ima od enega do treh parov nasprotno razvrščenih stebelnih listov, dolgopecljati pritlični listi pa so dolgi med 6 in 12 cm in tvorijo listno rozeto. Listi so nagubani in imajo topo nazobčan rob. Od štiri do osem cvetov je nameščenih v vretencu, celo socvetje pa tvori od šest do dvanajst takih vretenc. Cvetovi so vijolični do vijolično-modri, dolgi od 2 do 2,5 cm in so porasli s kratkimi žleznimi laski. Najbolje uspeva na suhih in pustih tleh na sončnih legah, kjer cveti od maja do avgusta. Prenaša zelo nizke zimske temperature.

Ima zelo veliko okrasno vrednost. V vrtnarskem svetu ostaja večje število gojenih sort, med njimi: 'Sky Dance', 'Pink Delight', 'Lilac Lipstick' in druge.

## Lastnosti
V ljudskem zdravilstvu so pripravke  travniške kadulje uporabljali, podobno kot žajbelj, za čiščenje organizma in lajšanje prehlada, pri vnetjih v ustni votlini in v žrelu ter pri zadahu iz ust. Vsebuje eterično olje, čreslovine in flavonoide, pa tudi tujon, ki pa je živčni strup, ki je v večjih količinah v kombinaciji z alkoholom lahko smrtno nevaren.
V preteklosti so travniško kaduljo uporabljali tudi za aromatiziranje piva in vina.